# Les Anglais (kommun)
Les Anglais är en kommun i Haiti.   Den ligger i departementet Sud, i den västra delen av landet, 200 km väster om huvudstaden Port-au-Prince. Antalet invånare är 27 182. Arean är 117 kvadratkilometer.
Terrängen i Les Anglais är kuperad åt sydväst, men åt nordost är den bergig.